# 平約瑟
平約瑟，又譯約瑟夫·普林斯（1963年5月15日—），出生于新加坡，現為新加坡新創世教会資深牧师。被一些福音派人士指稱為宣傳了異端的教導---恩典福音 （页面存档备份，存于）

## 背景
約瑟夫·普林斯是印度裔錫克牧師和華裔母親的兒子，原名Xenonamandar Jegahusiee Singh 在馬來西亞霹靂上了小學一年。他曾就讀立才中學，並在一所私立學校—盧爾德聖母高中完成了新加坡-劍橋普通教育證書高級水準。
在1990年被任命為高級牧師之前，他在擔任IT顧問時採用了約瑟夫·普林斯的名字。
普林斯曾在美國、加拿大、澳大利亞、英國、意大利、印度尼西亞、荷蘭、挪威和南非的教堂裡宣講。
他還曾在《Charisma》雜誌上發表文章。

## 薪水
2008年10月5日，在接受《星期日泰晤士報》採訪時，兼任教堂理事會執行主席的普林斯承認自己“薪水很高”，月薪高達50,000美元。
2009年3月30日，《海峽時報》報導，教會在上一個財政年度向一名僱員支付了500,001美元至550,000美元。然後，根據慈善機構治理準則的建議，鼓勵新加坡的所有慈善機構和非營利組織將其高管的薪水範圍告知慈善事務專員。教會在未確認員工身份的同時，回應說其政策是“承認並獎勵對教會做出重要貢獻的人，而高級牧師王子是我們教會成長和收入的主要支柱。”2009年4月15日，教堂主席迪肯·馬修·康（Deacon Matthew Kang）回應說，這不是一個公共慈善機構，也沒有募集公共捐款，他說：“絕對沒有強迫性來提供奉獻什一奉獻或奉獻物，任何奉獻都是心甘情願地完成的”，並且“無論是作為成員還是訪客，每一位奉獻者都受到讚賞，並真誠地相信他相信民選的領導人，將信任他們為特定教會做出正確的決定他已選擇參加。”
2014年10月，娛樂網站richestlifestyle.com發布的榜單將Prince列為全球第十大牧師，據報導其淨資產為640萬新元（313萬英鎊）。新創教會否認了該報告，稱其實際淨資產“大大低於”所報告的數字，並認為普林斯的淨資產是“個人性質”。
2014年10月28日，《海峽時報》報導稱，根據2012年提交的稅務文件，普林斯未從約瑟夫·普林斯宗教事工或“任何相關組織”獲得任何賠償。該報告進一步指出，新創建教會理事會已指出約瑟夫·普林斯自2009年以來一直沒有從該組織獲得任何薪水。

## 個人生活
約瑟夫·普林斯與溫迪·普林斯結婚。

## 參閱條目
- 五旬節運動

## 外部連結
- New Creation Church （页面存档备份，存于）
- 個人網站 （页面存档备份，存于）